# زقين مقطع الأوراق
زقين مقطع الأوراق (الاسم العلمي:Diascia dissecta) هو نوع من النباتات يتبع جنس الزقين من الفصيلة الغدبية.